# Інструкція повернення
Інструкція повернення, інструкція return (англ. return statement, також іноді помилково перекладають як оператор повернення та оператор return) — інструкція мов програмування, призначена для повернення з підпрограми (функції, методу, процедури) в точку після коду програми, де відбувся виклик цієї підпрограми. Водночас у низці мов інструкція дозволяє повертати з підпрограми певне значення (return value).
У низці мов може бути використано ще й для припинення виконання певних складених інструкцій, наприклад, для передчасного виходу з циклу. Щоправда, для цих цілей переважно застосовуються інструкції break та continue.

## Приклад
Наведений приклад на мові програмування Java демонструє повернення результату сумування з методу sum().
```
public
 
class
 
ProgramSum
 
{

    
public
 
static
 
void
 
main
(
String
[]
 
args
)
 
{

        
int
 
a
 
=
 
2
,
 
b
 
=
 
3
,
 
k
 
=
 
4
;

        
int
 
sum
 
=
 
sum
(
a
,
 
b
,
 
k
);

        
System
.
out
.
println
(
"Сума трьох чисел дорівнює "
 
+
 
sum
);

    
}

    
public
 
static
 
int
 
sum
(
int
 
a
,
 
int
 
b
,
 
int
 
c
)
 
{

        
return
 
a
 
+
 
b
 
+
 
c
;

    
}

}

```